# Egvekinot
Egvekinot (rus: Эгвекинот; txuktxi: Эрвыӄыннот) és un possiólok del districte autònom de Txukotka, a Rússia, que el 2018 tenia 2.899 habitants. Hi ha el port d'Egvenikot, que cobreix una superfície de 7,17 hectàrees.